# 齋田悟司
齋田 悟司（さいだ さとし, 1972年3月26日 - ）は、日本の車いすテニス選手でアテネパラリンピック男子ダブルス金メダリスト。三重県生まれ、千葉県在住で右利き。斎田悟司とも表記される。

## 人物
四日市市出身。野球少年だった12歳のとき、病気のため左足を切断した。友人たちと車いすバスケットボールをしていたが、14歳のとき、三重県で開かれた講習会に参加したことをきっかけに車いすテニスを始める。
1996年、アトランタパラリンピックでパラリンピックに初出場。1999年、公務員を離職し地元を離れ、吉田記念テニス研修センターの丸山弘道コーチのもとでトレーニングを開始する。2000年のシドニーパラリンピックでは8位入賞した。2002年にはジャパンオープンで優勝、2003年、日本人選手としては初めて国際テニス連盟が選出する世界車いすテニスプレイヤー賞を受賞した。
2004年のアテネパラリンピックでは国枝慎吾と組み、男子ダブルスで金メダル獲得、2008年の北京パラリンピックでは男子ダブルスで銅メダルを獲得した。2016年のリオデジャネイロパラリンピックでは男子ダブルスで銅メダルを獲得した。
東京オリンピックの聖火リレーでは、地元四日市市の最終区間の聖火ランナーを務めた。

## 主要大会獲得タイトル

### 男子シングルス
- JWTAマスターズ
  - 1997, 1998, 1999, 2000, 2001, 2002, 2004, 2005

### 男子ダブルス

#### スーパーシリーズ
- 全豪オープン
  - 2006[2], 2008[2]
- 全英オープン
  - 2007[2]
- ジャパンオープン
  - 2007[2], 2008[2]
- 全米オープン
  - 2005[2]

#### マスターズ
- ウィンブルドン
  - 2006[2]
- 全米オープン（ニューヨーク）
  - 2007[2]

#### その他
- パラリンピック
  - 2004[2]
- フェスピック
  - 2000[2]

### 国別対抗団体戦
- ワールドチームカップ
  - 2003, 2007

## 受賞歴
2008年
三重県スポーツ栄誉大賞、千葉県知事特別賞

## 註
1. ↑  須江政仁、神尾大樹、鎌田旭昇、杉山果奈美、坂田恵、北浜修、阿部竹虎、高橋信 (2021年4月8日). “快晴の美し国、笑顔の輪 聖火リレー県内1日目”.   中日新聞. 2021年4月8日閲覧。
2. 1 2 3 4 5 6 7 8 9 10  パートナーは国枝慎吾（日本）。